# Topomesoides jonasii
Topomesoides jonasii är en fjärilsart som beskrevs av Butler 1877. Topomesoides jonasii ingår i släktet Topomesoides och familjen tofsspinnare. Inga underarter finns listade i Catalogue of Life.